# 헌정왕후
헌정왕후 황보씨(獻貞王后 皇甫氏, 964년 이후 ~ 992년 8월 1일(음력 7월 1일) 또는 993년 4월 13일(음력 3월 19일))는 고려 제 5대 국왕 경종의 4비이다.
성은 황보씨(皇甫氏)이며, 조모인 신정왕태후의 성씨를 사용하였다. 태조의 자녀들인 대종과 선의태후의 둘째 딸로, 천추태후의 동생이자 목종의 이모이다. 경종 사후 사가에 나가 살다가 이복 숙부인 안종과 사통하여 아들 왕순(현종)을 출산하였다. 사후 현종에 의해 효숙왕태후(孝肅王太后)로 추존되었다.

## 생애

### 결혼과 왕후 생활
태조와 신정왕태후의 아들 대종의 딸로, 성종의 누이동생이며 헌애왕후(천추태후)의 동생이다. 어려서 부모를 일찍 여의어 할머니 신정왕후에 의해 양육되었다. 이후 동생과 함께 경종의 왕비로 책봉되면서 조모의 성을 따서 황보씨(皇甫氏)라 칭하였다.
경종의 왕비가 되었으나, 경종이 일찍 사망하여 과부가 되었다. 이에 따라 왕륜사(王輪寺) 남쪽에 있는 사저로 나가 살았다.

### 간통과 최후
《고려사》, 《고려사절요》에 기록된 바에 의하면, 그녀가 꿈에 곡령(鵠嶺)에 올라 소변을 하니 나라 안에 흘러넘쳐 모두 은 바다가 되는 꿈을 꾸었다고 한다. 헌정왕후가 무속인을 찾아가 꿈해몽을 하자 무속인은 아들을 낳으면 일국의 왕이 될 것이라고 점하였다. 그러나 헌정왕후는 "내가 이미 과부인데 어찌 아들을 낳겠는가?"며 대수롭지 않게 넘겼다 한다.
그녀와 이웃해 살던 숙부 안종(왕욱)과 정을 통하여 임신한 사실이 성종에게 발각되자, 성종은 안종을 사수현(현재 사천시)으로 유배보냈다. 한편 그녀는 안종의 유배길을 배웅하다가 돌아오는 길에 산통을 느껴 자기 집 앞의 배나무 밑에서 아들인 대량원군을 낳고는 산고로 죽었다. 그러나 다른 설에 의하면 수태 중 왕욱의 사저에 있다가 발각되어, 부끄러워 울며 도망가다가 집으로 돌아와 문 앞에 있는 버드나무가지를 부여잡고 아들인 왕순을 출산하고 죽었다고 한다. 한편 헌정왕후와 왕순은 모두 태조의 손녀, 손자이니, 그들은 모자지간이면서 사촌남매간이 되는 셈이다.
고려사 후비 열전과 고려사절요에 의하면 출산 직전 그녀는 이웃에 살던 왕욱의 사저에 있었다고 한다. 그러나 이는 고려사의 편찬시기인 조선시대의 지배관념이었던 유교의 영향으로 그녀의 행실에 부정적이었던 고려사 편찬 사관들이 그녀의 행동을 비판하여 더욱 나쁘게 보이도록 하기 위해 꾸며낸 사실로 추정된다.
 
성종 11년(992년) 7월, 왕후가 안종의 집에서 머물자 그 집안사람들이 장작을 뜰에 쌓아놓고 불을 질렀다.
불길이 막 솟아오르자 백관이 불을 끄러 달려오고 성종도 또한 급히 와 안부를 물으니,
집안사람들이 결국 사실대로 알렸으며 이에 안종을 유배 보냈다.
왕후가 부끄럽고 한스러워 목을 놓아 울부짖다가 그 집으로 돌아갔는데
겨우 대문에 닿자마자 태동이 있어 대문 앞의 버드나무 가지를 붙잡고 아이를 낳다가 죽었다.
성종이 명하여 유모를 골라 그 아이를 기르게 하니 그가 바로 현종이다.— 《고려사》 권88, 열전1, 후비1, 경종 후비

한편 《현화사비(玄化寺碑)》에 의하면, 《고려사》의 기록과는 달리 헌정왕후는 현종을 출산한 이듬해인 993년 음력 3월 19일 궁궐 내 보화궁에서 사망한 것으로 기록되어 있다.
 
황비(皇妣, 황제의 돌아가신 어머니)이신 효숙인혜왕태후(孝肅仁惠王太后)께서는
대종대왕(戴宗大王)의 따님이고 성종대왕의 둘째 누님이셨습니다.
(중략)
순화 4년(993년) 늦봄에 갑자기 병이 들자 성종대왕께서 친히 행차하시어 병을 물으시고
아침저녁으로 더욱 관심을 가지셨습니다.
명의를 보내어 거듭 치료하게 하고, 좋은 약초를 보내어 달여 마시게 하였으며,
또한 왕실의 보물을 사찰에 희사하고 낫기를 빌었습니다.
하지만 수명이 길지 못하여 기도의 효험도 없이
그해 3월 19일에 대내(大內)의 보화궁(寶華宮)에서 붕어(崩于)하셨습니다.
성종대왕께서는 지친(至親)을 잃어버린 슬픔으로 마음을 크게 애통해 하시며
'이미 주어진 수명을 다하여 편안히 잠들었다고는 하지만,
나는 누님의 얼굴을 다시 볼 수 없다' 고 하셨습니다.— 현화사비

### 사후
헌정왕후가 낳은 아이는 성종에 의해 양육되었고, 성종이 명하여 보모를 택하여 아이를 돌보게 하였다.
목종이 즉위하면서 섭정을 하게 된 헌애왕후는 조카 왕순의 목숨을 수시로 위협하였다. 그러나 1009년 강조의 난으로 목종이 폐위되고 헌애왕후도 쫓겨나면서, 강조의 추대로 아들인 왕순이 왕위에 오르자 헌정왕후는 효숙왕태후(孝肅王太后)로 봉해지고 원릉(元陵)의 능호를 받았다. 1017년 5월에 혜순(惠順)이라는 시호를 추가하고, 1021년 6월에 혜순(惠順)을 고쳐 인혜(仁惠)라 하였으며, 1027년 4월에 선용(宣容)을, 고종 40년 10월에 명간(明簡)을 추가하였다.

## 가족 관계
| \| \| \| \| \| \| \| \| \| \| \| \| \| \| \| \| \| \| \| \| \| \| \| \| \| \| \| \| \| \| \| \| \| \| \| \| \| \| \| \| \| \| \| \| \| \| \| \| \| \| \| \| \| \| \| \| \| \| \| \| \| \| \| \| \| \| \| \| \| \| \| \| \| \| \| \| \| \| \| \| \| \| \| \| \| \| \| \| \| \| \| \| \| \| \| \| \| \| \| \| \| \| \| \| \| 장화왕후 \| 장화왕후 \| \| \| 신명순성왕후 \| 신명순성왕후 \| \| \| 제1대 태조 \| 제1대 태조 \| 제1대 태조 \| 제1대 태조 \| 제1대 태조 \| \| \| 신정왕후 \| 신정왕후 \| \| \| 정덕왕후 \| 정덕왕후 \| \| \| 신성왕후 \| 신성왕후 \| \| 장화왕후 \| 장화왕후 \| \| \| 신명순성왕후 \| 신명순성왕후 \| \| \| 제1대 태조 \| 제1대 태조 \| 제1대 태조 \| 제1대 태조 \| 제1대 태조 \| \| \| 신정왕후 \| 신정왕후 \| \| \| 정덕왕후 \| 정덕왕후 \| \| \| 신성왕후 \| 신성왕후 \| \| \| \| \| \| \| \| \| \| \| \| \| \| \| \| \| \| \| \| \| \| \| \| \| \| \| \| \| \| \| \| \| \| \| \| \| \| \| \| \| \| \| \| \| \| \| \| \| \| \| \| \| \| 제2대 혜종 \| 제2대 혜종 \| \| 제3대 정종 \| 제3대 정종 \| \| 제4대 광종 \| 제4대 광종 \| \| \| 대목왕후 \| 대목왕후 \| \| 추존 대종 \| 추존 대종 \| \| \| 선의왕후 \| 선의왕후 \| \| \| 추존 안종 \| 추존 안종 \| \| \| \| 제2대 혜종 \| 제2대 혜종 \| \| 제3대 정종 \| 제3대 정종 \| \| 제4대 광종 \| 제4대 광종 \| \| \| 대목왕후 \| 대목왕후 \| \| 추존 대종 \| 추존 대종 \| \| \| 선의왕후 \| 선의왕후 \| \| \| 추존 안종 \| 추존 안종 \| \| \| \| \| \| \| \| \| \| \| \| \| \| \| \| \| \| \| \| \| \| \| \| \| \| \| \| \| \| \| \| \| \| \| \| \| \| \| \| \| \| \| \| \| \| \| \| \| \| \| \| \| \| \| \| \| 제5대 경종 \| 제5대 경종 \| 제5대 경종 \| \| \| 문덕왕후 \| 문덕왕후 \| \| 제6대 성종 \| 제6대 성종 \| \| 헌애왕후 \| 헌애왕후 \| \| 헌정왕후 \| 헌정왕후 \| \| \| \| \| \| \| \| \| \| \| 제5대 경종 \| 제5대 경종 \| 제5대 경종 \| \| \| 문덕왕후 \| 문덕왕후 \| \| 제6대 성종 \| 제6대 성종 \| \| 헌애왕후 \| 헌애왕후 \| \| 헌정왕후 \| 헌정왕후 \| \| \| \| \| \| \| \| \| \| \| \| \| \| \| \| \| \| \| \| \| \| \| \| \| \| \| \| \| \| \| \| \| \| \| \| \| \| \| \| \| \| \| \| \| \| \| \| \| \| \| \| \| \| \| \| \| \| \| \| \| \| \| \| \| \| \| \| \| \| \| \| \| \| \| \| \| \| \| \| \| \| \| \| \| \| \| \| \| \| \| \| \| \| 제7대 목종 \| 제7대 목종 \| 제7대 목종 \| \| \| \| \| \| \| \| \| 제8대 현종 \| 제8대 현종 \| 제8대 현종 \| \| \| \| \| \| |            |            |            |              |              |            |            |            |            |            |            |            |           |           |          |          |            |            |            |          |           |           |          |          |
| |            |            |            |              |              |            |            |            |            |            |            |            |           |           |          |          |            |            |            |          |           |           |          |          |
| |            |            |            |              |              |            |            |            |            |            |            |            |           |           |          |          |            |            |            |          |           |           |          |          |
| |            |            |            |              |              |            |            |            |            |            |            |            |           |           |          |          |            |            |            |          |           |           |          |          |
| |            |            |            |              |              |            |            |            |            |            |            |            |           |           |          |          |            |            |            |          |           |           |          |          |
| 장화왕후 | 장화왕후   |            |            | 신명순성왕후 | 신명순성왕후 |            |            | 제1대 태조 | 제1대 태조 | 제1대 태조 | 제1대 태조 | 제1대 태조 |           |           | 신정왕후 | 신정왕후 |            |            | 정덕왕후   | 정덕왕후 |           |           | 신성왕후 | 신성왕후 |
| 장화왕후 | 장화왕후   |            |            | 신명순성왕후 | 신명순성왕후 |            |            | 제1대 태조 | 제1대 태조 | 제1대 태조 | 제1대 태조 | 제1대 태조 |           |           | 신정왕후 | 신정왕후 |            |            | 정덕왕후   | 정덕왕후 |           |           | 신성왕후 | 신성왕후 |
| |            |            |            |              |              |            |            |            |            |            |            |            |           |           |          |          |            |            |            |          |           |           |          |          |
| |            |            |            |              |              |            |            |            |            |            |            |            |           |           |          |          |            |            |            |          |           |           |          |          |
| 제2대 혜종 | 제2대 혜종 |            | 제3대 정종 | 제3대 정종   |              | 제4대 광종 | 제4대 광종 |            |            | 대목왕후   | 대목왕후   |            | 추존 대종 | 추존 대종 |          |          | 선의왕후   | 선의왕후   |            |          | 추존 안종 | 추존 안종 |          |          |
| 제2대 혜종 | 제2대 혜종 |            | 제3대 정종 | 제3대 정종   |              | 제4대 광종 | 제4대 광종 |            |            | 대목왕후   | 대목왕후   |            | 추존 대종 | 추존 대종 |          |          | 선의왕후   | 선의왕후   |            |          | 추존 안종 | 추존 안종 |          |          |
| |            |            |            |              |              |            |            |            |            |            |            |            |           |           |          |          |            |            |            |          |           |           |          |          |
| |            |            |            |              |              |            |            |            |            |            |            |            |           |           |          |          |            |            |            |          |           |           |          |          |
| | 제5대 경종 | 제5대 경종 | 제5대 경종 |              |              | 문덕왕후   | 문덕왕후   |            | 제6대 성종 | 제6대 성종 |            | 헌애왕후   | 헌애왕후  |           | 헌정왕후 | 헌정왕후 |            |            |            |          |           |           |          |          |
| | 제5대 경종 | 제5대 경종 | 제5대 경종 |              |              | 문덕왕후   | 문덕왕후   |            | 제6대 성종 | 제6대 성종 |            | 헌애왕후   | 헌애왕후  |           | 헌정왕후 | 헌정왕후 |            |            |            |          |           |           |          |          |
| |            |            |            |              |              |            |            |            |            |            |            |            |           |           |          |          |            |            |            |          |           |           |          |          |
| |            |            |            |              |              |            |            |            |            |            |            |            |           |           |          |          |            |            |            |          |           |           |          |          |
| |            |            |            |              |              |            |            |            |            |            |            |            |           |           |          |          |            |            |            |          |           |           |          |          |
| |            |            |            |              |              | 제7대 목종 | 제7대 목종 | 제7대 목종 |            |            |            |            |           |           |          |          | 제8대 현종 | 제8대 현종 | 제8대 현종 |          |           |           |          |          |

| - 조부 : 태조(太祖, 877~943) - 제1대 국왕 - 조모 : 신정왕후 황보씨(神靜王后 皇甫氏, ?~983) - 아버지 : 대종(戴宗, ?~969) - 추존 국왕 - 외조부 : 태조(太祖, 877~943) - 외조모 : 정덕왕후 유씨(貞德王后 柳氏, 생몰년 미상) - 어머니 : 선의왕후 유씨(宣義王后 柳氏, 생몰년 미상) - 오빠 : 효덕태자 (孝德太子) - 오빠 : 성종(成宗, 960~997) - 제6대 국왕 - 오빠 : 경장태자(敬章太子) - 언니 : 헌애왕후(獻哀王后, 964~1029) = 천추태후(千秋太后) | - 시아버지 : 광종(光宗, 925~975) - 제4대 국왕 - 시어머니 : 대목왕후 황보씨(大穆王后 皇甫氏, 생몰년 미상) - 시어머니이자 고모 - 남편 : 경종(景宗, 955~981) - 제5대 국왕 - 사통 : 안종(安宗, ?~996) - 아버지 대종의 이복 동생 - 아들 : 현종(顯宗, 992~1031) - 제8대 국왕 |

## 헌정왕후가 등장하는 작품
- 《천추태후》(KBS, 2009년, 배우: 신애, 박은빈)
- 《달의 연인 - 보보경심 려》(SBS, 2016년 배우: 김도혜)

## 같이 보기
- 헌애왕후
- 경종
- 목종
- 대종
- 안종
- 현종
- 김치양
- 강조